# August Kunst (Politiker)
August Kunst (* 9. Dezember 1898 in Montabaur; † 23. Mai 1981 ebenda) war ein deutscher Politiker der CDU. Er war von 1957 bis 1961 Mitglied des Deutschen Bundestages.

## Leben und Beruf
Kunst besuchte die Volksschule, absolvierte eine Ausbildung als Schreiner und nahm am Ersten Weltkrieg teil. Er war ab 1921 Senior der Kolpingfamilie Montabaur und von 1923 bis 1933 als selbständiger Möbelhändler tätig. 1945 wurde er Geschäftsführer der Kreishandwerkerschaft Unterwesterwald. Er war Vorsitzender des Verwaltungsrates des örtlichen Arbeitsamtes und Zweiter Vorsitzender der AOK für den Unterwesterwaldkreis.

## Partei
Kunst war Mitglied des Windthorstbundes und gehörte bis 1933 dem ZENTRUM an. 1945 beteiligte er sich an der Gründung der CDU in Montabaur.

## Abgeordneter
Bei den letzten freien Kommunalwahlen 1933 wurde Kunst in die Stadtverordnetenversammlung von Montabaur gewählt. Seit 1946 war er Mitglied des Kreistages im Unterwesterwaldkreis.
Von 1957 bis 1961 gehörte er dem Deutschen Bundestag an. Er war Mitglied des Ausschusses für Kommunalpolitik und öffentliche Fürsorge sowie des Ausschusses für Mittelstandsfragen.